# Cybaeus jilinensis
Cybaeus jilinensis är en spindelart som beskrevs av Song, Kim och Zhu 1993. Cybaeus jilinensis ingår i släktet Cybaeus och familjen vattenspindlar. Inga underarter finns listade i Catalogue of Life.